# بدون قاب
بدون قاب (انگلیسی: Unframed; کره‌ای: 언프레임드) یک مجموعه اینترنتی محصول سال ۲۰۲۱ کره جنوبی است. بازیگران پارک جونگ مین، سون سوک گو، چوی هی سو و لی جه هون هر کدام یک قسمت را نویسندگی و کارگردانی کردند. این مجموعه در سرویس رسانه‌ای بر فراز اینترنت واچا در ۸ دسامبر ۲۰۲۱ منتشر شد.

## بررسی اجمالی
| عنوان فارسی         | عنوان انگلیسی و کره‌ای                                   | فیلم‌نامه‌نویس و کارگردان |
| ------------------- | ------------------------------------------------------- | ----------------------- |
| انتخاب نمایندهٔ کلاس | انگلیسی: Class Representative Election; کره‌ای: 반장선거 | پارک جونگ مین           |
| بازگشت              | انگلیسی: Rerun; کره‌ای: 재방송                           | سون سوک کو              |
| باندی               | انگلیسی: Bandi; کره‌ای: 반디                             | چوی هی سو               |
| خوشحالی غم‌انگیز     | انگلیسی: Blue Happiness; کره‌ای: 블루 해피니스           | لی جه هون               |

## بازیگران

### انتخاب نمایندهٔ کلاس
- کیم دام هو
- کانگ جی سوک
- پازک هیو اون
- پارک سونگ جون

### بازگشت
- ایم سونگ جه
- بیون جونگ گی
- اوه مین ئه

### باندی
- پارک سو یی
- چوی هی سو
- جو کیونگ سوک
- شین هیون سو

### خوشحالی غم‌انگیز
- جونگ هه این
- لی دونگ هی
- کیم دا یه
- تانگ جون سانگ
- پیو یه جین

## تولید

### توسعه
در ۲۰ آوریل ۲۰۲۱، سرویس استریم واچا از تولید بدون قاب، پروژه‌ای چهار قسمتی خبر داد که نخستین تجربهٔ کارگردانی پارک جونگ مین، سون سوک گو، چوی هی سو و لی جه هون خواهد بود. این پروژه به تهیه‌کنندگی هاردکات است.

### بازیگران
فهرست گروه بازیگران در ۳۱ اوت ۲۰۲۱ معرفی شد.